# Mögstedt
Mögstedt ist eine abgegangene Wasserburg der Gemeinde Ringsberg im Kreis Schleswig-Flensburg, des Landes Schleswig-Holstein. Von der in einem Waldgebiet gelegene Burg blieben Burggräben und Wallreste erhalten.

## Hintergrund
Über die Geschichte der Burg ist nichts bekannt. Der Heimatforscher Hans Nicolai Andreas Jensen erwähnte 1841 in einem seiner Bücher den Burgplatz des ehemaligen Edelhofes. Der Heimatforscher Jakob Röschmann stufte um 1960 die Burg als eine ehemalige Fluchtburg ein. Er stellte zudem fest, dass der Burgplatz vor Ort von alten Bauern „Mögstedt“ genannt wurde.
Der Burgplatz liegt innerhalb eines Waldes namens Süderholz, der nördlich von Gremmerup beziehungsweise südlich vom Dorf Munkbrarup liegt. Süderholz besteht nicht nur aus seinem Baumbestand, sondern auch aus Waldwiesen, Wassertümpeln, Schmelzwasserrinnen und Bächen. Im Südosten des Waldes befindet sich ein halbinselartig gelegenes Gebiet, das durch einen von Nordosten sowie einen von Nordwesten kommenden und jeweils im Norden zusammentreffenden Wasserlaufbereich gebildet wird. Ein Waldpfad, der bei der Siedlung an der Kreuzung Süderholz beginnt (Lage), teilt die Halbinsel in zwei Hälften. Östlich des besagten Waldpfades liegt geschützt der Burgplatz (Lage). Die Halbinsel wird zudem im Süden durch zwei breite Gräben, der eine von Osten kommend, der andere von Westen kommend, künstlich eingeschnürt.
Nördlich der Halbinsel liegt beim erwähnten Burgplatz ein von Osten nach Westen verlaufender, niedriger Wall, der nach Süden einen flachen vorgelagerten Graben besitzt. Der Wall soll 75 Meter lang, vier Meter breit und 0,60 Meter hoch sein. Die Breite des Burgplatzes nördlich des Walls beträgt ungefähr 100 Meter. Die Länge von Norden nach Süden beträgt ungefähr 160 Meter. 1930 berichtete der Munkbraruper Johannes Stüdtje, dass eine zufällige Grabung auf dem Burgareal in 40 Zentimeter Tiefe eine gepflasterte Fläche in waagerechter Lage feststellte und von dieser ungefähr einen Quadratmeter freilegte. An einer anderen Stelle wurden zwei Steinplatten mit den ungefähren Maßen 20 × 20 Zentimeter gefunden.

## Sage
In einem Brunnen auf dem Burgplatz soll eine goldene Wiege liegen. – Wie es zur Versenkung der Wiege im Brunnen kam, erzählt die Sage offenbar nicht. Verschüttete goldene Wiegen als Sagenmotiv sind nicht unüblich, was andernorts sogar schon zu örtlichen Gemeindewappen mit goldenen Wiegen führte. In einer ähnlichen Sage aus Nordrhein-Westfalen von der dortigen Tomburg ist ein verstorbenes Kind und die Trauer der Mutter Grund für die Versenkung der goldenen Wiege im Brunnen. Einer regionalen Sage nach soll die nächste vergrabene, goldene Wiege bei der Königsburg an der Schlei zu finden sein.